# هزاع المنصوري
هزاع علي المنصوري (13 ديسيمبر 1983-)، هو رائد فضاء إماراتي وأول مواطن من دولة الإمارات العربية المتحدة يصعد إلى الفضاء ضمن برنامج الإمارات لرواد الفضاء الذي أطلقه الشيخ محمد بن راشد آل مكتوم. انطلق هزاع في أول مهمة علمية لدولة الإمارات إلى محطة الفضاء الدولية عام 2019 والتي حملت شعار «طموح زايد»، لتكون الإمارات الدولة الـ19 على مستوى العالم، والأولى في المنطقة العربية، التي تسافر إلى محطة الفضاء الدولية، كما اختير ليكون رائد الفضاء الاحتياطي لسلطان النيادي في المهمة الثانية لدولة الإمارات العربية المتحدة إلى محطة الفضاء الدولية والتي تعد أطول مهمة فضائية عربية حتى الآن. تميز المنصوري قبل مسيرته المهنية كرائد فضاء بكونه أصغر طيار مقاتل من طراز F-16 في دولة الإمارات العربية المتحدة.
في 25 سبتمبر 2019، انطلق هزاع على متن المركبة الفضائية سويوز إم إس-15 إلى محطة الفضاء الدولية، حيث مكث لمدة ثمانية أيام. عاد إلى الأرض في 3 أكتوبر 2019 وهبط بسلام في كازاخستان على متن مركبة سويوز إم إس-12، ليكمل أول مهمة رائد فضاء لدولة الإمارات العربية المتحدة. كما أصبح أول قائد عربي لرحلة استكشافية إلى محطة الفضاء الدولية خلال هذه المهمة. ومن خلال منصبه كقائد، وجه المنصوري طاقم محطة الفضاء الدولية خلال كل جانب من جوانب المهمة.

## حياته
ولد المنصوري في 13 ديسمبر 1983 في منطقة الوثبة في أبوظبي، لاحقًا انتقل مع عائلته إلى الظفرة في غرب أبوظبي. أحب هزاع في طفولته استكشاف ومشاهدة النجوم والشهب في الليالي المظلمة في صحراء ليوا حيث قضى معظم طفولته. كان يحلم بأن يصبح طيارًا ويهتم بالقراءة عن الطائرات ورحلات الفضاء.
بعد تخرجه من مدرسة الصديق الثانوية في ليوا بمنطقة الظفرة، قاده شغفه بعلم الفلك إلى دراسة الطيران في كلية خليفة بن زايد الجوية، التحق بالقوات المسلحة بعد تخرجه عام 2004 وأصبح فيما بعد أحد أبرز الطيارين العسكريين، مكنه تفوقه من أن يصبح أحد أفضل المرشحين ليصبح طيارًا لطائرة الفحص الوظيفي (FCF) من طراز F-16B60.
سافر إلى ولاية أريزونا بالولايات المتحدة الأمريكية ليتلقى التدريبات على هذه الطائرة لمدة ثلاث سنوات، ثم عاد إلى الإمارات لاستكمال تدريبه. وبعد أربع سنوات من عودته، أصبح هزاع أصغر طيار عسكري على متن طائرة إف-16 ومؤهلًا ليكون طيارًا لاختبار الطيران وتقييم الطائرات، وكان من أوائل الطيارين العرب والإماراتيين الذين شاركوا في الذكرى الخمسين لتأسيس القوات الإماراتية في معرض دبي للطيران، وقدم عرضاً في اليوم الوطني لدولة الإمارات العربية المتحدة عام 2017 والذكرى الخمسين لتأسيس القوات الجوية الإماراتية عام 2018.

## برنامج الإمارات لرواد الفضاء
في 6 ديسمبر 2017، كتب نائب رئيس الدولة رئيس مجلس الوزراء الشيخ محمد بن راشد آل مكتوم على حسابه على تويتر: «أدعو شبابنا وشاباتنا للتسجيل في برنامج الإمارات لرواد الفضاء عبر مركز محمد بن راشد للفضاء. سيتم اختيار الأفضل والأقدر والأكثر كفاءة ليكونوا سفراءنا للفضاء». كان المنصوري من أوائل رواد الفضاء الذين تم اختيارهم ضمن الدفعة الأولى من برنامج الإمارات لرواد الفضاء الذي أطلقه الشيخ محمد بن راشد آل مكتوم والشيخ محمد بن زايد آل نهيان ولي عهد أبوظبي آنذلك عام 2017 بهدف تدريب وإعداد فريق من رواد الفضاء الإماراتيين وإرسالهم إلى الفضاء للقيام بمهام علمية مختلفة.

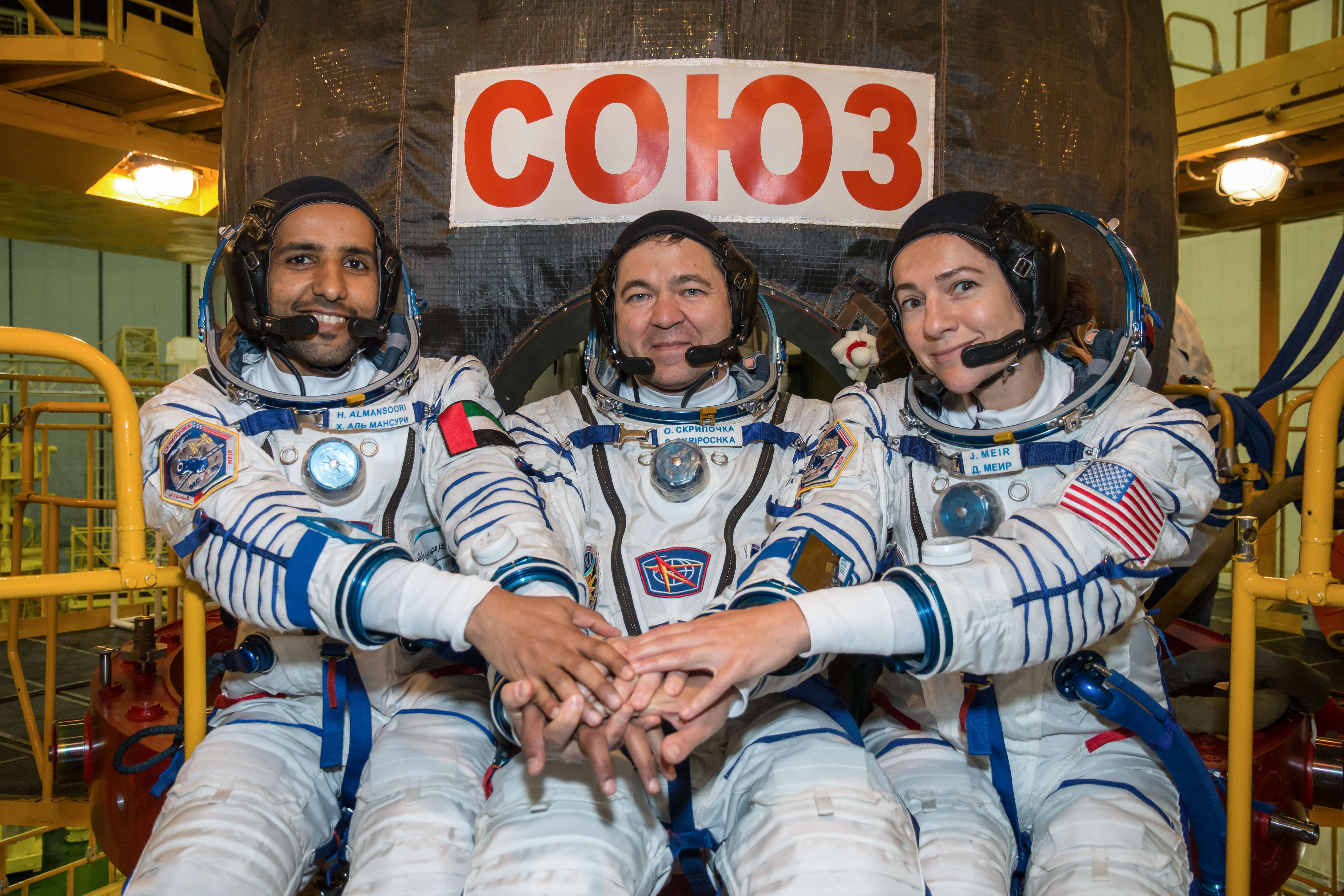
المنصوري (يسار) إلى جانب قائد سويوز إم إس-15 أوليغ سكريبوتشكا (في الوسط) ومهندسة الطيران جيسيكا مائير (يمين).

اختير المنصوري من بين 4022 مرشحاً بعد سلسلة من الاختبارات العقلية والبدنية في دولة الإمارات العربية المتحدة وخارجها. ولعبت خلفيته العسكرية دوراً كبيراً في تفوقه في اللياقة البدنية، التي سبق له أن خضع لها في دولة الإمارات وخارجها، ليتأهل ويصبح طياراً مدرباً لطائرة F-16B60 وطياراً تجريبياً، وطياراً استعراضياً منفرداً في طائرة F-16B60. حصل على عدد من الدورات التدريبية مثل دورة البقاء على قيد الحياة في الماء، ودورة GYRO LAP حتى 9G، ودورة الارتباك المكاني، وتمرين العلم الأحمر في الولايات المتحدة في لاس فيغاس.

## مهنة رائد الفضاء
في 3 سبتمبر 2018، غرد الشيخ محمد: «في إنجاز عربي جديد.. نعلن اليوم عن أسماء أول رائدي فضاء عرب لمحطة الفضاء الدولية.. هزاع المنصوري وسلطان النيادي .. هزاع وسلطان يمثلان كل الشباب العربي.. ويرفعان سقف الطموحات للأجيال الإمارتية الجديدة.. ألف مبروك لشعبنا وشبابنا».
خضع المنصوري للتدريب في مركز يوري جاجارين لتدريب رواد الفضاء في مدينة ستار سيتي الروسية استعداداً لمهمة محطة الفضاء الدولية في إطار الاتفاقية المبرمة بين مركز محمد بن راشد للفضاء ووكالة الفضاء الروسية روسكوزموس لتدريب رواد الفضاء الإماراتيين. كما تلقى تدريبًا في هيوستن في تكساس وكولونيا في ألمانيا كجزء من اتفاقيات الشراكة مع وكالات الفضاء الكبرى بما في ذلك وكالة ناسا، ووكالة الفضاء الأوروبية وجاكسا.

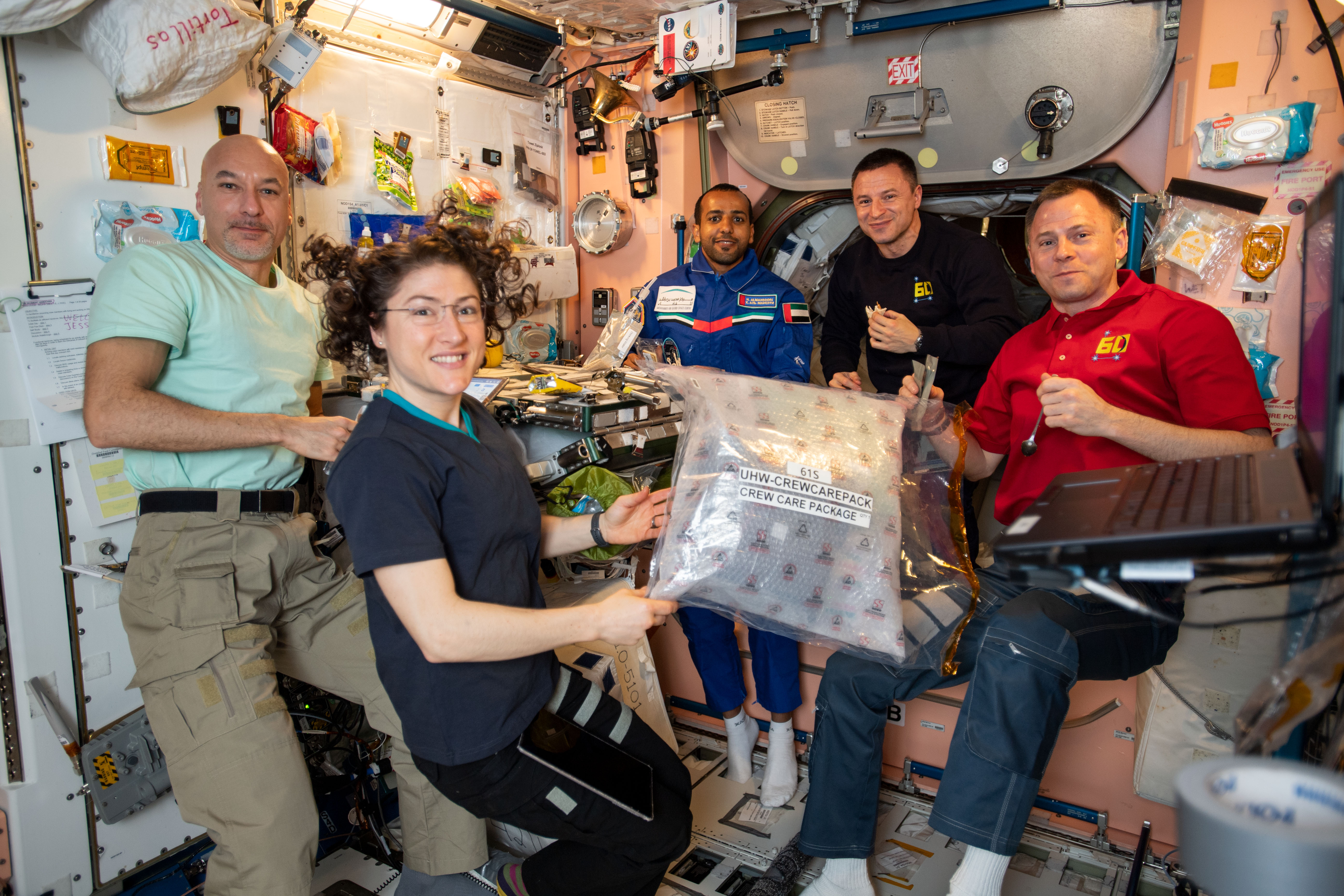
طاقم البعثة 60 مع المنصوري داخل محطة الفضاء الدولية يتناولون وجبة طعام.

وفي أبريل 2019، أعلن مركز محمد بن راشد للفضاء أنه اختار المنصوري كرائد فضاء رئيسي في مهمة مدتها ثمانية أيام إلى محطة الفضاء الدولية. اختير المنصوري للسفر على متن مركبة سويوز إم إس-15 إلى جانب القائد الروسي أوليغ سكريبوتشكا [الإنجليزية] ومهندسة الطيران الأمريكية جيسيكا مائير حيث كان من المقرر أن يبقى كلاهما على متن محطة الفضاء الدولية لمدة 204 أيام كجزء من البعثة 61/62، بينما يعود المنصوري بعد ثمانية أيام من إطلاقه على متن سويوز إم إس-12 إلى جانب القائد الروسي أليكسي أوفشينين ومهندس الطيران الأمريكي نيك هيغ الذي سيعود بعد إقامة لمدة 203 أيام على متن محطة الفضاء الدولية كجزء من البعثة 59/ 60.
في 25 سبتمبر 2019، انطلق المنصوري مع أوليغ سكريبوتشكا وجيسيكا مائير في رحلتهم من قاعدة بايكونور الفضائية، وبعد قضاء ما يقل قليلاً عن ست ساعات في التنقل عبر الفضاء، نجح الثلاثي في الالتحام بوحدة زفيزدا في محطة الفضاء الدولية. كان من المقرر في الأصل أن ترسو مركبتهم الفضائية بوحدة بويسك، ونظرًا لأن مركبة سويوز إم إس-13 قد وصلت مبكرًا، فقد اتخذ قرار بالالتحام بوحدة زفيزدا بدلاً من ذلك، مما سمح للمركبة الفضائية سويوز إم إس-14 غير المأهولة بالالتحام مؤقتًا بوحدة بويسك. بعد الالتحام، فُتحت الفتحات بين سويوز إم إس-15 وزفيزدا، ودخل المنصوري وسكريبوتشكا ومائير إلى محطة الفضاء الدولية والتقوا بزملائهم الستة على متن محطة الفضاء الدولية.
تضمن البرنامج التدريبي لمحطة الفضاء الدولية تدريباً شاملاً على كافة أقسام ووحدات المحطة وكيفية استخدام أجهزتها ومعداتها، وتدريبات إطفاء الحرائق في حالات الطوارئ، والتعامل مع الضغط المنخفض وتسرب الأمونيا داخل المحطة، بالإضافة إلى التدريب على البقاء على قيد الحياة في حالة الكبسولة وكيفية النجاة في حال هبط في منطقة باردة. كما تدرب المنصوري على ارتداء بدلة الفضاء التي يصل وزنها إلى 10 كيلوجرامات وكيفية ارتدائها في ظل انعدام الجاذبية، وتدرب على أداء المهام اليومية مثل إعداد الطعام، وكيفية استخدام الكاميرا لتوثيق الأحداث، والتقاط صور للأرض، والتواصل مع المحطات الأرضية، وغيرها من المهام اليومية خلال المهمة. خضع المنصوري لأكثر من 90 دورة، بإجمالي عدد ساعات تدريبية تجاوزت 1400 ساعة.

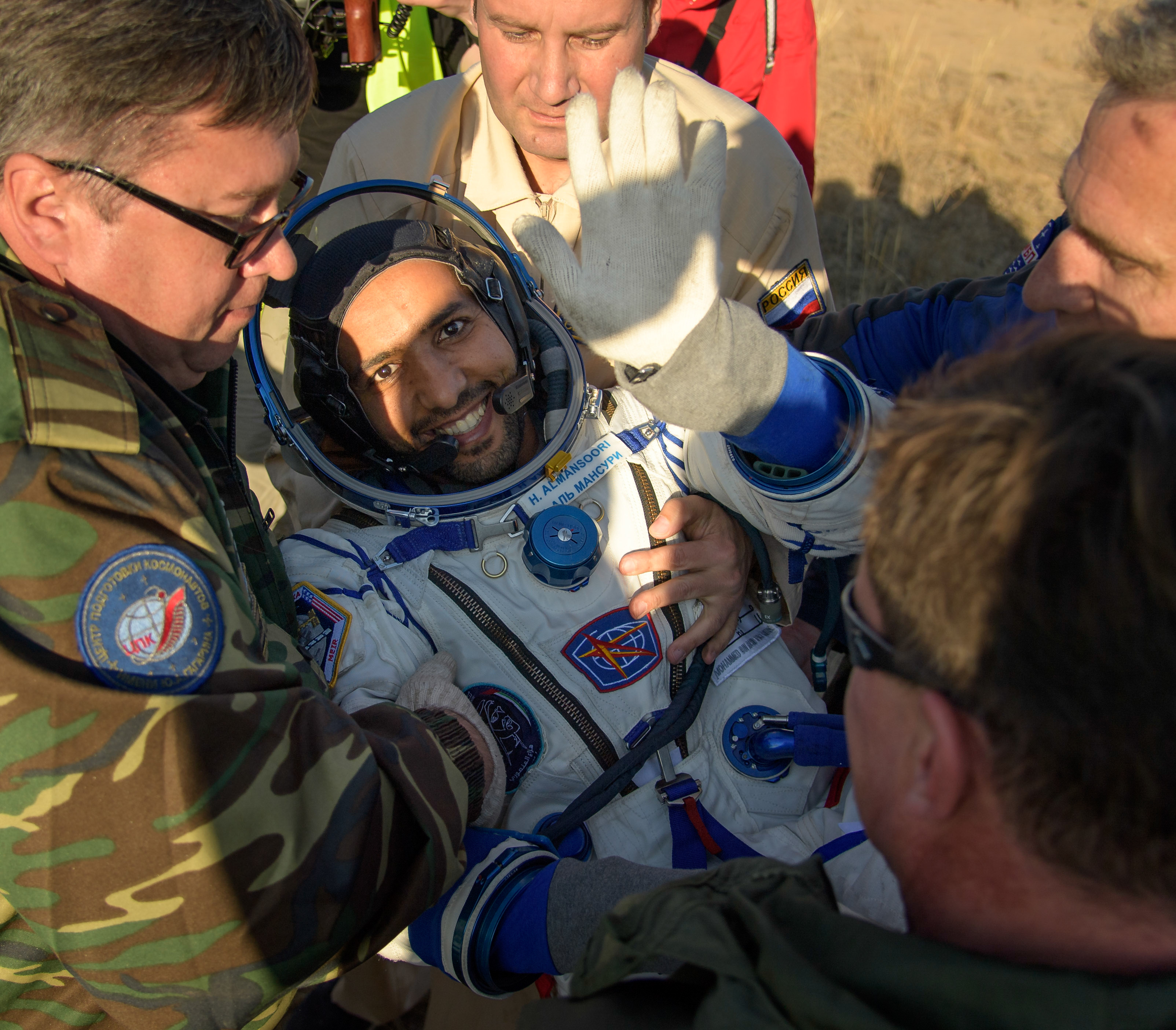
هزاع المنصوري بعد لحظات من هبوط المركبة التي تقله على الأرض.

حدثت مهمة المنصوري، التي استلزمت "التسليم المباشر"، خلال فترة فريدة من نوعها عندما كان تسعة أفراد يقيمون محطة الفضاء الدولية وهم أفراد الطاقم الثلاثة الأوائل الذين انطلقوا على متن المركبة سويوز إم إس-12 (أليكسي أوفشينين، ونيك لاهاي، وكريستينا كوش) إلى جانب الثلاثي الذين انطلقوا على متن سويوز إم إس-13 (ألكسندر سكفورتسوف، ولوكا بارميتانو، وأندرو مورغان) بالإضافة إلى مجموعة المنصوري على متن مركبة سويوز إم إس-15.
أجرى المنصوري خلال إقامته القصيرة على متن محطة الفضاء الدولية 15 تجربة ابتكرها طلاب المدارس الإماراتية وتم اختيارهم ضمن مسابقة "العلوم في الفضاء" التابعة لمركز محمد بن راشد للفضاء، كما أجرى تجارب لمراقبة الأرض، وصور أول بث تلفزيوني على الإطلاق لمحطة الفضاء الدولية باللغة العربية، وأصبح على وجه الخصوص أول فرد في الشرق الأوسط يخضع لدراسة ما بعد الجاذبية الصغرى.

## العودة إلى الأرض
في 3 أكتوبر 2019، استقل المنصوري وأوفشينين ونيك هيغ مركبة سويوز إم إس-12 الفضائية وانفصلوا عن محطة الفضاء الدولية منهين بذلك الرحلة الاستكشافية 60 وبدأوا الرحلة الاستكشافية 61 رسميًا، قضى الثلاثة حوالي خمس ساعات طيران حر في الفضاء قبل النزول من المدار والهبوط على السهوب الكازاخستانية، وبعد ذلك نقل أوفشينين والمنصوري جواً إلى ستار سيتي في روسيا، ليبدأ بعدها المنصوري رحلة العودة إلى الإمارات العربية المتحدة.

## حياته الشخصية
تزوج هزاع في 2007 ولديه أربعة أبناء: «مريم»، و«علي»، و«عبد الله»، و«منصور». يعتبر هزاع أن أفراد عائلته أكبر داعمين له. أخذ علم الإمارات العربية المتحدة وصورة لعائلته معه إلى الفضاء.